# Rolf Smedman
Rolf Waldemar Smedman, född 18 juli 1929 i Njurunda församling i Västernorrlands län, död 11 juli 2000 i Hägerstens församling i Stockholm, var en svensk tecknare, målare och författare. Han är framför allt känd inom flugfiskesammanhang.

## Biografi
Rolf Smedman var son till byggnadsarbetaren Robert Smedman och Emmy Forsberg samt från 1958 gift med sekreteraren Majbritt Wikberg. Smedman arbetade först som dekoratör 1948–1958 och bedrev under fritiden självstudier i konst.
Eftersom han var flugfiskare, fisk-, fågel-, vilt- och allmänt naturintresserad kom hans bilder att till stor del bestå av flugfiskare i miljö, fiskar, djur, natur- och landskapsskildringar i tuschteckning eller akvarell. Många har publicerats i facktidskrifter som Flugfiske i Norden, Svenskt fiske/Sportfiskaren, Svensk jakt och Jaktmarker och fiskevatten. Han slutförde 1961 ett arbete med över 300 teckningar och akvareller som publicerades i en nyutgåva av Djurens underbara liv och illustrerade dessutom Olle Birkestens Ädelfisk 1963 och Clive Gammons Fisk, fiske, fiskare 1964. Han medverkade i Nationalmuseums utställning Unga tecknare 1961 och sporadiskt i samlingsutställningar i Njurunda.
Hans första akvarell från 1956 visar en öring, ett flugspö och en fiskekorg. Han började måla på allvar på 1960-talet och utvecklade två stilar. Bilder i naturmiljö är inte helt i detalj verklighetstrogna men när han tecknade eller målade fiskar i närbild är bilderna så exakta att de nästan ser ut som fotografier. Han målade också fåglar och djur i sina miljöer samt även landskap.
För svenska flugfiskare är Smedman välkänd. Han bidrog till att introducera flugan Europa12an i Sverige och han upptäckte Påfågelnymfen (ur en nedsliten Coachman). 1974 gav han ut sin första egna bok Strömmande vatten – bilder och berättelser från flugfiskefärder, som till stor del handlar om fiske i Gimån vid Gimdalen i sydöstra Jämtland, där han hade fiskat alltsedan 1952. 1972 utkom boken Den fulländade flugbindaren och 1974 Harren och flugan, båda i samarbete med Bill Sjöström, och 1975 boken Fisken i vattnet. Om fiskars beteende med Nils-Arvid Nilsson.
1981 kom den andra egna boken Skissbok från Alaska. 1983 utkom Vill du fiska fluga med medförfattarna Olle W. Nilsson och Bengt Öste. 1995 kom boken Flugfiske där han var medförfattare till Olle W. Nilsson med flera egna (flest) angivna kapitel.
Hans tredje och sista egna bok Spelvårar och sländedans. Återblickar från en tid när Gammelsverige ännu existerade kom 2000 och är självbiografisk från hans unga år. Han lärde sig av fadern flugfiska harr och öring med ett långt hyvlat metspö av soltorkad tall och med av hans farfarsfar bundna fiskeflugor i Gnarpsån i norra Hälsingland och senare i tonåren med ett köpt flugspö, vilket för alltid kom att prägla hans förhållande till sportfiske.
Han gjorde illustrationer och målningar till ett 30-tal fiskeböcker med andra författare. Dessutom skrev han också många illustrerade artiklar i sportfisketidskrifter. Känd av en bredare publik blev han genom tv-programmet Naturrutan som SVT i Sundsvall gjorde 1975–1986.
Smedmans arbete uppmärksammades med stipendier från Sveriges författarfond och Hans Lidman-sällskapet. Han belönades också med Svenskt Fiskes stora bokpris.
Rolf Smedman drunknade under fiske i Lövsjöströmmen i Hårkan i norra Jämtland.

## Efter Rolf Smedmans död
Smedmanpriset, som är den främsta utmärkelsen som delas ut i Sverige till författare och konstnärer inom svenskt sportfiske, delas årligen ut av flugfiskesällskapet Dunkrokens Gille i Stockholm, som Smedman också varit medlem i. Smedmanpriset instiftades 2009 av Dunkrokens Gille och består av ett hedersdiplom, vilket utdelas på Smedmans födelsedag den 18 juli i byn Gimdalen, där Smedman hade en fiskestuga, till sportfiskande författare, konstnärer, journalister eller fotografer, som gjort berömvärda insatser inom sportfiskets område, i första hand med tonvikt på flugfiske.
Sedan 2010 hyllas Smedman årligen med en över födelsedagen i juli veckolång minnesutställning i byn Gimdalen med ett 20-tal konstverk, valda som representativa för hans konstnärskap. Utställningen har arrangerats av sonen Dan Smedman och Leif Milling i Gimdalen, i samarbete med Gimdalens ekonomiska förening. Under kulturveckan hålls föredrag och visas film om Rolf Smedman.